# Баккер-Грёндаль, Фритьоф
Фритьоф Баккер-Грёндаль (норв. Fridtjof Backer-Grøndahl; 15 октября 1885, Кристиания — 21 июня 1959, Осло) — норвежский пианист и композитор. Сын Агаты Баккер-Грёндаль.
Бакер-Грёндаль родился в Кристиании (позднее Осло ) в 1885 году, в семье дирижера и учителя пения Олауса Андреаса Грёндаля.
Учился у своей матери. Дебютировал как концертный пианист в 1903 году, выступая впоследствии в Норвегии, Швеции, Дании, Германии, Франции и Италии. Затем совершенствовал своё мастерство в Берлинской Высшей школе музыки у Эрнста Рудорфа, частным образом занимался также у Эрнста фон Донаньи (фортепиано) и Филиппа Шарвенки (композиция). С 1905 года концертировал в Германии и соседних странах, в том числе в 1906—1907 годах солировал при исполнении фортепианного концерта Эдварда Грига при гастрольных выступлениях композитора в качестве дирижёра, а также с оркестром под управлением Юхана Свенсена .
В 1920—1930 годах жил и работал в Великобритании, пропагандируя норвежскую музыку как исполнитель, а также как лектор лондонского Университетского колледжа. Помимо произведений Грига и других норвежских авторов, основу его репертуара составляла музыка Бетховена, Шопена, Шумана, Брамса. Среди немногочисленных записей Баккера-Грёндаля — сочинения Грига и его матери.
Композиторское наследие Баккера-Грёндаля невелико и включает два десятка фортепианных пьес и несколько вокальных циклов. Он записал небольшое количество «Лирических пьес» Эдварда Грига. Также он сделал записи фортепианных пьес своей матери Агаты Бакер-Грёндаль .